# Olive Banks
Pour les articles homonymes, voir Banks.
Olive Banks, née le 2 juillet 1923 à Enfield Highway, Middlesex et morte le 14 septembre 2006 à Buxton, Derbyshire, est une historienne, sociologue et universitaire britannique. Elle est professeure à l'université de Leicester et spécialiste de la sociologie de l'éducation et de l'histoire du féminisme. 

## Biographie
Olive Banks naît à Enfield Highway, Middlesex, fille unique d'Herbert Alfred Davies et de Jessie Louise Tebby. En juin 1944, elle épouse Joe Banks et ils s'inscrivent ensemble en 1947 à la London School of Economics pour faire des études de sociologie. Olive Banks obtient son master puis soutient en 1953 une thèse de doctorat, publiée en 1955 sous le titre Parity and Prestige in English Secondary Education: a Study in Educational Sociology.
En 1954, elle obtient un poste de recherche à l'université de Liverpool, où elle mène des recherches sur l'histoire du féminisme britannique, qu'elle publie sous l'intitulé Feminism and Family Planning in Victorian England (1964). Elle publie également The Sociology of Education (1965). 
Elle est nommée maître de conférences à l'université de Leicester en 1970 puis professeure en 1973, devenant la première femme titulaire d'une chaire dans cette université. Elle prend sa retraite académique en 1982. Elle publie le Biographical Dictionary of British Feminists (1985-1990), Becoming Feminist: The Social Origins of 'First Wave' feminism (1986) et The Politics of British Feminism (1993). Elle meurt à Buxton, dans le Derbyshire, d'une crise cardiaque, en 2006.

## Publications
- Feminism and family planning in Victorian England, avec Joseph Ambrose Banks, Liverpool University Press, 1965, 142 p.
- The Computer and the Clerk, avec Enid Mumford (en), 1967
- Faces of Feminism, Blasil Blackwell, 1981,  (ISBN 978-0855202606), 285 p.[3]
- The Biographical Dictionary of British Feminists Vol. 1, 1800-1930, Brighton, Harvester Wheatsheaf, 1985[4]
- Becoming a Feminist, The Social Origins of 'First Wave' Feminism, Brighton, Harvester Wheatsheaf, 1986, 184 p.  (ISBN 0820309141)[4]
- The Politics of British Feminism, 1918–1970, Edward Elgar Publishing Ltd, 1993  (ISBN 1852781084)[5],[6]
- « Some reflections on gender, sociology and women's history », Women's History Review, vol.8, n°3, 1999, p. 401-410, [lire en ligne].